# Нікос Анастасіадіс
Нікос Анастасіадіс (грец. Νίκος Αναστασιάδης; нар. 27 вересня 1946) — греко-кіпріотський політик, сьомий президент Республіки Кіпр (2013—2023), лідер правоцентристської політичної партії Демократичне об'єднання (ДІСІ). На парламентських виборах 22 травня 2011 року його партія здобула 20 місць, більше ніж будь-яка інша партія, але менше половини від загальної кількості місць у парламенті Кіпру.

## Життєпис
Народився 27 вересня 1946 у селищі Пера-Педі, що у Лімасолі. Освіту здобув на юридичному факультеті Афінського університету, згодом закінчив аспірантуру Університетського коледжу Лондона. Засновник юридичної фірми «Nicos Chr. Anastasiades & Partners». Вперше обраний в Парламент Кіпру 1981 року. Лідером партії ДІСІ став 8 червня 1997 року.

### Політичні погляди
Був головним прихильником плану Кофі Аннана задля розв'язання Кіпрського питання, хоча більше половини (61 %) його однопартійців проголосували проти.
Партія Демократичне об'єднання підтримує скорочення або повну відмову від військового призову.
Партія Демократичне об'єднання виступає на підтримку того, що потрібно скоротити термін військової служби до мінімуму і здійснювати набір в армію з військових професіоналів.

### Приєднання до НАТО
У лютому 2011 парламент Кіпру проголосував за програму «Партнерство заради миру» — останній крок Кіпру до приєднання до НАТО. За ініціативою Нікоса Анастасіадіс партії ДІСІ, ЕДЕК і ЄК підтримали це рішення. Однак президент Кіпру Деметріс Христофіас (АКЕЛ) наклав вето, заявивши, що це членство в НАТО не збігається з його обіцянкою досягти мирного вирішення Кіпрського питання. Нікос Анастасіадіс заявив, що Кіпр негайно вступить в НАТО, якщо він, Анастасіадіс, переможе на президентських виборах 2013.

## Президентство
У березні 2012 висунув свою кандидатуру для участі у виборах президента Кіпру в 2013. Він набрав 673 голоси (86,73 %), тоді як за його найближчого суперника Олену Теохарус проголосували 108 осіб (13,27 %). 2013 року він переміг у другому турі президентських виборів на Кіпрі.
За результатами президентських виборів, що відбулись 28 січня 2018 року Анастасіадіс був переобраний на пост голови держави.

## Родина
Одружений з Андрією Мустакуді з 1971, має двох дочок Ельзу та Іно, і чотири онука Енді, Ніколь, Джордж і Ніко.